# Zuidlaren

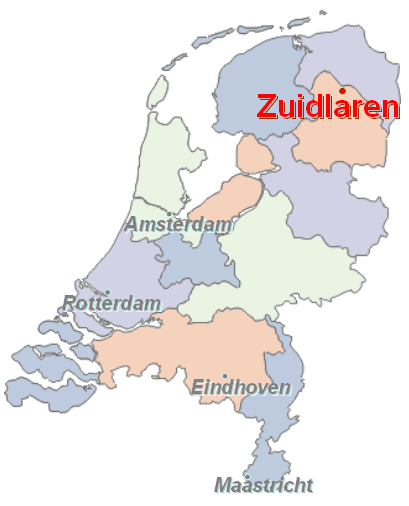
Ubicacíon de Zuidlaren en los Países Bajos.

Zuidlaren (en drents: Zuudloaren) es un pueblo de la provincia de Drenthe en los Países Bajos. Zuidlaren forma parte del municipio de Tynaarlo. El pueblo está situado en un paraje natural elevado, conocido como el Hondsrug. Anteriormente el pueblo tuvo su propio municipio llamado Zuidlaren, pero en el año 1998 Zuidlaren se unió con el municipio de Tynaarlo. Tynaarlo es el nombre de un pueblo más pequeño que Zuidlaren y se localiza entre los tres pueblos más grandes del municipio: Eelde, Zuidlaren y Vries.
- Datos: Q228666
- Multimedia: Zuidlaren / Q228666